# The Rock N' Roll Devil
The Rock N' Roll Devil è il primo album degli AB/CD, pubblicato nel 1992 per l'etichetta discografica BMG/RCA Records.
Cusioramente, nel 1988 era stato pubblicato un live non ufficiale degli AC/DC dal titolo omonimo (registrato ad un concerto del 1986 a Heidelberg, Germania), ed è sicuramente per la realizzazione non autorizzata che i finlandesi lo poterono usare per dare il nome al loro album.
A causa di problemi legali (avvenuti probabilmente tra il 1992 e il 1993) dovuti all'utilizzo dei tipici caratteri del logo degli AC/DC (chiamati squealer), tra la versione originale del 1992 e le successive ristampe dal 1993 in poi i caratteri sulla copertina sono stati 
modificati.

## Tracce
1. Jackpot-Bingo 3:21
2. The Rock'n'Roll Devil 4:12
3. Bengus' Bomb (Faster Than Yngwie!) 0:41
4. Your Name On My Bullet 3:08
5. Love-Doll 3:08
6. Booze Blues 5:13
7. Harley-Davidson 3:25
8. Party Time 3:24
9. Bengus' Starlicks 0:16
10. Killershark 4:17
11. The Masterplan 3:52
12. Devil's Dinner 4:32
13. Have You Got The Guts? 4:32

## Formazione
- Braijan (Micke Hujanen) - voce, chitarra
- Bengus (Bengt Ljungberger) - chitarra
- Nalcolm (Björn Nalle Påhlsson) - chitarra
- Clim (Jim Gustavsson) - basso
- Flint (Nicco Wallin) - batteria

### Altri musicisti
- Leif Sundin - cori (brani 1,2,3)
- Bernt Baumgartner - cori (brani 1,2,3)
- Håkan "Saaate" Worminder* - cori (brani 1,2,3)
- Mario Gustavsson - cori (brani 1,2,3)
- Micke Wiklund - cori (brani 1,2,3)
- Ola "ostbåge" Strömgren - cori (brani 1,2,3)
- Owe "male whore" Jakobssen - cori (brani 1,2,3)
- The Cherie boys - cori (brani 1,2,3)
- Timo Väisänen - cori (brani 1,2,3)